# NGC 3637
NGC 3637 est une galaxie lenticulaire située dans la constellation de la Coupe. NGC 3637 a été découverte par l'astronome germano-britannique William Herschel en 1786.

## Caractéristiques
Sa vitesse par rapport au fond diffus cosmologique est de 2 216 ± 27 km/s, ce qui correspond à une distance de Hubble de 32,7 ± 2,3 Mpc (∼107 millions d'al).
À ce jour, deux mesures non basées sur le décalage vers le rouge (redshift) donnent une distance de 24,100 ± 5,798 Mpc (∼78,6 millions d'al), ce qui est à l'extérieur des valeurs de la distance de Hubble. Notons que c'est avec la valeur moyenne des mesures indépendantes, lorsqu'elles existent, que la base de données NASA/IPAC calcule le diamètre d'une galaxie et qu'en conséquence le diamètre de NGC 3637 pourrait être d'environ 15,4 kpc (∼50 200 al) si on utilisait la distance de Hubble pour le calculer.

## Groupe de NGC 3672
La galaxie NGC 3637 est un membre d'un trio de galaxies, le groupe de NGC 3672. L'autre galaxie du trio est NGC 3636.

### Paire de galaxies
Selon Vaucouleurs et Corwin, NGC 3636 et NGC 3637 forment une paire de galaxies.